# Великий Аннигилятор
Великий Аннигилятор (англ. Great Annihilator), 1E1740.7-2942 — микроквазар в Млечном Пути вблизи центра Галактики. Вероятно, состоит из чёрной дыры и звезды-компаньона. Это один из наиболее ярких рентгеновских источников в области вокруг центра Галактики.
Первоначально объект был обнаружен в мягком рентгеновском диапазоне обсерваторией Эйнштейна, а затем обсерватория Гранат пронаблюдала излучение в жёстком рентгеновском диапазоне. Последующие наблюдения с помощью приёмника SIGMA обсерватории Гранат показали, что объект обладает переменностью в излучении большого количества фотонных пар с энергией около 511 кэВ, что обычно указывает на аннигиляцию электрон-позитронных пар. Такой процесс и привёл к именованию объекта «Великим Аннигилятором». В результатах более ранних наблюдений был обнаружен спектр, похожий на спектр источника Лебедь X-1, чёрной дыры со звездой-компаньоном, что свидетельствовало о том, что Великий Аннигилятор является системой с чёрной дырой звёздной массы.
Объект также обладает связанным с ним радиоисточником, излучающим джет длиной около 1,5 парсека. Вероятно, джеты представляют собой синхротронное излучение позитрон-электронных пар, движущихся с высокими скоростями в направлении от источника антиматерии. Моделирование наблюдаемой прецессии джетов даёт оценку расстояния до объекта 5 килопарсеков. Это означает, что, поскольку объект лежит на том же луче зрения, что и центр Галактики, то он может быть ближе к нам, чем Стрелец A*, чёрная дыра в центре нашей Галактики.